# 加古川市立平岡中学校
加古川市立平岡中学校（かこがわしりつ ひらおかちゅうがっこう）は、兵庫県加古川市平岡町新在家にある公立中学校。

## 概要
「自立・友愛」を校訓に掲げ、挨拶運動など積極的に取り組んでいる。

## 沿革
- 1972年4月 - 加古川市立中部中学校より校区を分離して創立。平岡小学校の敷地を間借りしてプレハブを建て、しばらく仮校舎とする。
- 1972年12月 - 新校舎完成。翌年1月に仮校舎から移転。
- 1973年3月 - 運動場完成。
- 1973年5月 - 校旗・校章制定。
デザインは山本嘉彦。
- 1974年1月 - 校歌制定。
作詞/笹田正治（校長） 作曲/尾辻健一（教諭）
- 1975年5月 - 体育館完成。
- 1977年4月 - プール完成。
- 1982年4月 - 生徒数が2001人（47学級）に達する。
- 1983年4月 - 校区の一部を加古川市立平岡南中学校として分離。8月新校舎に移転。
- 1984年3月 - 武道場完成。

## 行事
- 4月　入学式
- 5月　1年野外活動・3年修学旅行（沖縄）
- 9月　運動会
- 10月　文化発表会
- 12月　生徒会会長選挙
- 3月　卒業式

## 部活動

### 運動部
- 野球部
- 陸上競技部
- バスケットボール部
- バレーボール部
- ソフトテニス部
- バドミントン部
- 剣道部
- ハンドボール部
- サッカー部

### 文化部
- 書道部
- 演劇部
- 管楽部
- 放送部
- 美術部
- 生花部
- クラフト部

## 近隣
- 兵庫大学
- 東加古川駅
- 横蔵寺
- 寺田池
- 加古川バイパス

## 著名な卒業生
- 粟田貴也 - トリドールホールディングス創業者・代表取締役社長。
- 七野智秀 - 元プロ野球選手。
- 内藤航世 - 元プロ野球選手。

## 通学区域が隣接している学校
- 加古川市立平岡南中学校
- 加古川市立中部中学校
- 加古川市立陵南中学校
- 稲美町立稲美北中学校
- 稲美町立稲美中学校
- 明石市立魚住中学校
- 播磨町立播磨中学校